# سمكة النيص
سمكة النيص (الاسم العلمي: Diodontidae) هي أحد أنواع الأسماك من عائلة  ديودونتيداي، (رتبة تيتراودونتيفورميس)، وتشتهر أيضًا باسم السمكة الزرقاء (blowfish) (ويطلق عليها في بعض الأحيان «سمكة البالون» و«السمكة العالمية»).
ويطلق عليها في بعض الأحيان السمكة المنتفخة.
تعد سمكة النيص سمكة متوسطة الحجم مقارنة بالأسماك الكبيرة الحجم، وتنتشر في البحار المعتدلة والاستوائية الضحلة في جميع أنحاء العالم. تنتشر كميات كبيرة منها بعيدًا عن الشاطئ، حيث توجد أفواج كبيرة منها تقدر بالآلاف. وهي بطيئة الحركة بوجه عام.
كما أن لسمكة النيص القدرة على نفخ جسدها بابتلاع المياه أو الهواء، ومن ثم تصير مستديرة الشكل. ويزيد ذلك من حجمها (ما يقرب من الضعف رأسيًا)، إذ تستطيع مجابهة مجموعة الأسماك المفترسة ذات الأفواه الكبيرة. وتمثل الأشواك الحادة وسيلة دفاع أخرى، إذ تبرز إلى الخارج عندما تقوم السمكة بعملية النفخ. وهناك بعض الأنواع السامة، التي تحتوي على تيدرودوتاكسين في أعضائها الداخلية، مثل المبايض والكبد. ويعد هذا النوروتوكسين أكثر فعالية من السيانيد بما يصل إلى 1200 مرة على الأقل. ويتم إنتاج السم بواسطة أنواع عديدة من البكتريا الناتجة عن غذاء السمكة. ونتيجة لأدوات الدفاع الثلاث المذكورة، تتعرض سمكة النيص لفئة قليلة من الأسماك المفترسة، على الرغم من ذلك، في بعض الأحيان يقع صغار أسماك النيص فريسة لأسماك القرش والحيتان القاتلة. وتقع الأسماك كبيرة السن أيضًا فريسة لـ التونة والدلفين.
ويستحدم نظام تشغيل جهاز الكمبيوتر أوبن بي إس دي المشتق من نظام يونكس سمكة النيص كأداة جالبة للحظ، وتُسمى الطنان.

## الأنواع
- الجنس اللوميكتيروس
  - سمكة المياه الضحلة ذات الحافة البارزة اللوميكتيروس بيلاتوس وايتلي - 1931 (Whitley)
  - اللوميكتيروس وايتلي فيليبس، 1932 (Phillipps)
- الجنس تشيلوميكتيروس (السمكة ذات الحواف البارزة، الأسماك الشائكة)
  - الأسماك ذات الحواف البارزة في المحيط الهادئ، تشيلوميكتيروس المتقاربة جو: هولنده، 1870
  - الأسماك المكبوحة، تشيلوميكتيروس أنتيناتوس (كوفيار، 1816)
  - الأسماك العنكبوتية ذات الحواف البارزة، تشيلوميكتيروس أنتيلاروم الأردن & روتر، 1897
  - الأسماك المنقطة ذات الحواف البارزة، تشيلوميكتيروس أترينجا  لينيوس، 1758
  - شيليماكتريس جيوميتركس (بلوتش وسيشندر، 1801)
  - الأسماك ذات الحواف البارزة التي تمتلك زعانف منقطة، تشيلوميكتيروس ريتكيلاتس  لينيوس، 1758
  - الأسماك المخططة ذات الحواف البارزة، تشيلوميكتيروس شوبفي  (والبوم، 1792)
  - الأسماك الغينية ذات الحواف البارزة، تشيلوميكتيروس سبونسوس ميورتانكيس (لو دونيس، 1954)
  - تشيلوميكتيروس سبونسوس سبونسوس (لينيوس، 1758)تشيلوميكتيروس جيوميتريكس
- الجنس سايكليشثايس (سويلتوادز)

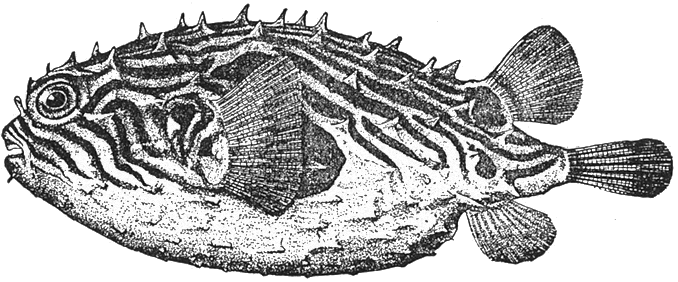
تشيلوميكتيروس جيوميتريكس

  - أسماك هاردنبيرج ذات الحواف البارزة، سايكليشثايس هاردنبيرج (دي بيوفورت، 1939)
  - الأسماك ذات الحواف البارزة التي تمتلك منقار الطير، تشيلوميكتيروس أوربكيلاريس  (بلوتش، 1785) 
  - الأسماك ذات الحواف البارزة التي تمتلك قاعدة المنقطة، سايكلشثايس سبايلوستايلس  (لويس وراندال 1982)
- الجنس ديكتوليشثايس
  - السمك الشائك ذو الثلاث خطوط، ديكتوليشثايس بينكتلاتيس كاوب، 1855
- الجنس ديودون (Diodon) (سمك البروكوبين)
  - سمك البروكوبين من نوع بيلاجيك، دايدون إيدوكسي بريسوت دي بارنيفيل - 1846
  - سمك البروكوبين طويل الشوكة، ديودن هولوكانثيس لينيوس، 1758سمك
  - سمك البروكوبين المنقط الزعنفة، ديودن هايستريكس لينيوس، 1758
  - سمك البروكوبين الملطخ بسواد، ديودن لتروسيس شو 1804
  - سمك البروكوبين ذو الشوكة الرفيعة، دايدون نيكسمريس كوفيار 1818
- الجنس لوفوديودون
  - سمكة البروكوبين ذو الأقضاب الأربعة، لوفوديدون كالوري (بيانكوني، 1854)
- الجنس تراجيلشيثايش
  - الأسماك ذات الحواف البارزة طويلة الشوكة، تراجيلشيثايش جاكولفيريس (كوفيار، 1818)